# 1007 (szám)
Az 1007 (római számmal: MVII) egy természetes szám.

## A szám a matematikában
A tízes számrendszerbeli 1007-es a kettes számrendszerben 1111101111, a nyolcas számrendszerben 1757, a tizenhatos számrendszerben 3EF alakban írható fel.
Az 1007 páratlan szám, összetett szám. Félprím. Kanonikus alakban a 191 · 531 szorzattal, normálalakban az 1,007 · 103 szorzattal írható fel. Négy osztója van a természetes számok halmazán, ezek növekvő sorrendben: 1, 19, 53 és 1007.
17 különböző szám valódiosztó-összegeként áll elő, ezek közül a legkisebb is 10 000 fölötti.

## Csillagászat
- 1007 Pawlowia kisbolygó